# Ricoh Arena
Coventry Building Society Arena (tidigare Ricoh Arena) är en arena i Coventry i England med en totalkapacitet på 32 609 åskådare vid fotbollsevenemang. Arenan invigdes officiellt den 24 februari, 2007. Coventry City har använt arenan som hemmaplan sedan 2005, och spelade en hel säsong i EFL Championship innan invigningen.